# إسيدرو لانغارا
إسيدرو لانغارا غالاراغا (بالإسبانية: Isidro Lángara) (25 مايو 1912 – 21 أغسطس 1992) لاعب كرة قدم إسباني راحل كان يجيد اللعب في خط الهجوم .
لعب طوال مسيرته الرياضية في أندية ريال أوفييدو (1930-1936) ديبورتيفو إيوزكادي (1938-1939) سان لورينزو (1939-1943) ريال إسبانيا (1943-1946) ريال أوفييدو (1946-1948).
مثل منتخب إسبانيا في 12 مباراة مسجلا 17 هدف (1932-1936). شارك مع منتخب إسبانيا في بطولة كأس العالم 1934 في إيطاليا حيث خرج من الدور الربع النهائي.
تولى تدريب أندية يونيون إسبانيولا (1950-1951) بويلبا (1952-1954) سان لورينزو (1955).

## وصلات خارجية
- إسيدرو لانغارا على موقع الاتحاد الدولي (مؤرشف)  (الإنجليزية)
- إسيدرو لانغارا على موقع قاعدة بيانات كرة القدم.إي يو (الإنجليزية)
- إسيدرو لانغارا على موقع ناشيونال فوتبول تيمز (الإنجليزية)
- إسيدرو لانغارا على موقع عالم كرة القدم.نت (الإنجليزية)

- سيرة ذاتية[وصلة مكسورة]